# Redoutable-Klasse (1967)
| Redoutable-Klasse                                                      | Redoutable-Klasse                                                                         |
| ---------------------------------------------------------------------- | ----------------------------------------------------------------------------------------- |
| Le Redoutable (S 611)                                                  |                                                                                           |
| Allgemeine Daten                                                       |                                                                                           |
| Schiffstyp:                                                            | U-Boot (SNLE)                                                                             |
| Marine:                                                                | Französische Marine                                                                       |
| Bauwerft:                                                              | DCN (Cherbourg)                                                                           |
| Einheiten:                                                             | 6 (inklusive L'Inflexible)                                                                |
| Boote der Klasse                                                       |                                                                                           |
| Le Foudroyant, L'Indomptable, L'Inflexible, Le Redoutable, Le Terrible |                                                                                           |
| Technische Daten                                                       |                                                                                           |
| Besatzung:                                                             | 135 Mann                                                                                  |
| Verdrängung:                                                           | - über Wasser: 8.080 ts - unter Wasser: 8.920 ts                                          |
| Länge:                                                                 | 128,7 m                                                                                   |
| Breite:                                                                | 10,6 m                                                                                    |
| Tiefgang:                                                              | 10 m                                                                                      |
| Antrieb:                                                               | - Druckwasserreaktor (150 MW) - zwei Dieselmotoren à 750 kW                               |
| Geschwindigkeit:                                                       | - aufgetaucht: 20 kn (37 km/h) - getaucht: 25 kn (46 km/h)                                |
| Reichweite:                                                            | praktisch unbegrenzt                                                                      |
| Tauchtiefe:                                                            | - 350 m - 465 m (maximal)                                                                 |
| Elektronische Ausrüstung                                               |                                                                                           |
| Navigations-Radar:                                                     | Thomson DRUA 33                                                                           |
| Radardetektor:                                                         | ARUR 12                                                                                   |
| Sonar:                                                                 | - DSUX 21 (aktiv/passiv) - DUXX 5 (passiv) - DSUV 61 B                                    |
| Unterwassertelefon:                                                    | DUUX 5                                                                                    |
| Bewaffnung                                                             |                                                                                           |
| Torpedorohre:                                                          | - 4 × 533-mm-Torpedorohre - bis zu 18 L5/F17 Torpedos - bis zu 18 SM.39 Exocet-Flugkörper |
| Ballistische Raketen:                                                  | 16 * M 4 MSBS                                                                             |

Die Redoutable-Klasse war die erste Klasse von Atom-U-Booten der Französischen Marine. Die insgesamt sechs strategischen U-Boote dieser Klasse wurden seit 1971 von der Force océanique stratégique, dem maritimen Arm der Atomstreitmacht, eingesetzt. Die Atom-U-Boote waren mit 16 ballistischen Mittelstreckenraketen bewaffnet. Das letzte U-Boot der Klasse wurde 2006 stillgelegt.
Die Redoutable-Klasse wurde durch die U-Boote der Triomphant-Klasse ersetzt.

## Details
In den 1950ern plante Frankreich den Bau eines Atom-U-Bootes. Der Bau des mit Torpedos bewaffneten Projektes Q 244 begann 1955, wurde aber schon 1958 abgebrochen.
Als neues Ziel wurde zu Beginn der 1960er ein mit Atomraketen bewaffnetes nuklear angetriebenes U-Boot (Sous-marin Nucléaire Lanceur d'Engins - SNLE) gefordert.
Der Bau des ersten französischen nuklear angetriebenen mit strategischen Atomwaffen bewaffneten U-Bootes wurde im März 1963 beschlossen. Zum Entwicklungsprojekt gehörte der Bau des konventionell angetriebenen Versuchs-U-Bootes Gymnote. Das Test-U-Boot wurde 1966 in Dienst gestellt und war das erste französische strategische Raketen-U-Boot.
Die erste Einheit Le Redoutable (S 611) wurde 1964 auf Kiel gelegt und 1971 nach zweieinhalbjähriger Erprobungsphase in Dienst gestellt. 1973 folgte die Le Terrible (S 612). Die beiden Boote waren ursprünglich mit M 1-Raketen bewaffnet. Die Feststoffraketen waren eine auf der US-amerikanischen Polaris basierende französische Eigenentwicklung, hatten eine Reichweite von 2.400 km und einen nuklearen Gefechtskopf mit einer Ladung von 500 kT.
Das dritte Boot, die Le Foudroyant (S 610), wurde 1974 in Dienst gestellt. Sie war mit M 2-Raketen bewaffnet. Die Raketen besaßen den gleichen Sprengkopf, hatten aber eine Reichweite von 3.100 km. Bei turnusmäßigen Werftaufenthalten wurden die beiden älteren Boote ebenfalls mit M-2-Raketen bewaffnet.
Die 1977 als viertes Boot in Dienst gestellte L'Indomptable (S 613) war mit M 20-Raketen bewaffnet. Die Raketen hatten dieselbe Reichweite und Zielgenauigkeit wie die M 2, waren aber mit einem 1,2 MT-Sprengkopf ausgestattet. Die 1980 in Dienst gestellte Le Tonnant (S 614) wurde auch mit diesen Raketen bewaffnet. Die älteren Boote wurden entsprechend umgerüstet.
Alle fünf Boote wurden Mitte der 1980er für den Einsatz der Exocet-Lenkwaffe befähigt und mit einem moderneren Sonar ausgestattet. Die in Frankreich entwickelte Exocet kann mit Hilfe der  Torpedorohre gestartet werden, ist konventionell bewaffnet und wird gegen Überwasserschiffe eingesetzt.
1985 wurde die L'Inflexible (S 615) in Dienst gestellt. Der modernisierte Entwurf stellte einen Zwischenschritt zur Triomphant-Klasse dar, unterschied sich grundsätzlich von den älteren U-Booten und wird als eigene Klasse angesehen. U.a. war die L'Inflexible mit M  4-Raketen bewaffnet. Die M 4 Raketen sind fast doppelt so schwer wie ihre Vorgänger, haben eine Reichweite von 4.000 km und sind jeweils mit 6 MIRV (autonome Sprengköpfe) à 150 kT ausgestattet.
Bis auf Le Redoutable (S 611) erfuhren anschließend alle anderen Boote eine Kampfwertsteigerung für den Einsatz von M 4-Raketen:
| Boot                  | Umbau |
| --------------------- | ----- |
| Le Tonnant (S 614)    | 1987  |
| L'Indomptable (S 613) | 1989  |
| Le Terrible (S 612)   | 1990  |
| Le Foudroyant (S 610) | 1993  |

Das Typschiff der Klasse Le Redoutable (S 611) wurde 1991 stillgelegt und ist inzwischen ein Museumsschiff. Das in Cherbourg öffentlich zugängliche U-Boot ist das größte Museums-U-Boot der Welt.
Im April 2001 startete die L'Inflexible erfolgreich eine M 45-Rakete. Die M 45 stellen einen Zwischenschritt zu den in Entwicklung befindlichen M 51-Raketen dar. Sie besitzen neue Gefechtsköpfe mit Stealth-Eigenschaften, höherer Eindring-Geschwindigkeit und verbesserter Resistenz gegen EMP. Der nukleare Sprengkopf wurde trotz weltweiter Proteste bei den bisher letzten französischen Kernwaffentests 1995/1996 auf Mururoa erprobt.
Die sechs U-Boote waren auf der Île Longue vor Brest stationiert. Jedes Boot besaß eine Rote und eine Blaue Mannschaft. Die Besatzungen waren immer zwei Monate im Dienst und tauschten dann mit der zweiten Besatzung des jeweiligen Bootes. Dieses Rotationsprinzip und die Farben für die Schichten sind heute auf allen französischen U-Booten üblich.
Alle U-Boote der Klasse einschließlich der L'Inflexible sind inzwischen außer Dienst gestellt.

## Einheiten
| Kennung | Name          | Bauwerft                                       | Kiellegung        | Stapellauf         | Indienststellung  | Außerdienststellung | Verbleib                                                |
| ------- | ------------- | ---------------------------------------------- | ----------------- | ------------------ | ----------------- | ------------------- | ------------------------------------------------------- |
| S 611   | Le Redoutable | Direction des Constructions Navales, Cherbourg | November 1964     | 29. März 1967      | 1. Dezember 1971  | 13. Dezember 1991   |                                                         |
| S 612   | Le Terrible   | Direction des Constructions Navales, Cherbourg |                   | 12. Dezember 1969  | 1. Januar 1973    | 1. Juli 1996        |                                                         |
| S 610   | Le Foudroyant | Direction des Constructions Navales, Cherbourg | 12. Dezember 1969 | 4. Dezember 1971   | 6. Juni 1974      | 30. April 1998      | 2021 in Cherbourg verschrottet                          |
| S 613   | L'Indomptable | Direction des Constructions Navales, Cherbourg | 4. Dezember 1971  | 17. September 1974 | 23. Dezember 1976 | 2003                | 2020/2021 in Cherbourg von der Naval Group verschrottet |
| S 614   | Le Tonnant    | Direction des Constructions Navales, Cherbourg | 19. Oktober 1974  | 17. September 1977 | 3. April 1980     | 16. Dezember 1999   |                                                         |
| S 615   | L'Inflexible  | Direction des Constructions Navales, Cherbourg | 27. März 1980     | 23. Juni 1982      | 1. April 1985     | 2006                |                                                         |